# Биалас, Гюнтер
Гю́нтер Биа́лас (нем. Günter Bialas; 19 июля 1907, Бильшовиц, Верхняя Силезия, Германия, ныне Руда-Слёнска, Польша — 8 июля 1995, Глонн, Бавария Германия) — немецкий композитор, пианист, дирижёр и педагог. Член Баварской академии изящных искусств (1971).

## Биография
Принимал участие в немецком музыкальном «молодёжном движении» 1920-х годов. С 1922 по 1925 год учился у Фрица Любрича. В 1927—1931 годах изучал музыковедение, германистику и историю в Университете Фридриха Вильгельма в Бреслау. В 1934—1937 годах изучал композицию в Прусской академии искусств у Макса Трапа. В 1933—1936 годах — инспектор музыкальных школ в Пресбурге, там же в 1939—1941 годах преподавал музыкально-теоретические предметы в Институте музыкального воспитания при местном университете, а с 1947 года — композицию в Музыкальной академии Северо-Запада Германии в Детмольде, где в 1950 году стал профессором. В 1959—1972 годах — профессор композиции Мюнхенской высшей музыкальной школы. Был руководителем Баховского общества в Мюнхене. Писал песни на стихи Рильке, Гарсиа Лорки и других поэтов. В ряде сочинений Биаласа применена двенадцатитоновая техника. Среди его учеников были Петер-Михаэль Хамель, Вильфрид Хиллер, Хайнц Винбек, Михаэль Денхоф и Герд Цахер.

## Память
- с 1998 года Баварская академия изящных искусств совместно с Фондом GEMA присуждает музыкальную Премию Герды и Гюнтера Биаласов[нем.].

## Сочинения
- опера «Геро и Леандр» / Hero und Leander (1966, Мангейм)
- опера «Окассен и Николетт» / Die Geschichte von Aucassin und Nicolette (1969, Мюнхен)
- опера «Кот в сапогах» / Der gestiefelte Kater, oder Wie man das Spiel spielt (1974, Мюнхен)
- балет «Парафраза на музыку Джакомо Мейербера» / Meyerbeer-Paraphrasen (1971, Гамбург)
- музыкальная сказка «Йоринда и Йорингель» для голосов и камерного оркестра / Jorinde und Joringel (1963, Кассель)
- кантата «В начале» с интерлюдиями-медитациями для органа / Im Anfang[2] (1961)
- концерт для 2 струнных оркестров и литавр (1946)
- «Romanzero» (1956)
- «Invokationen» (1957)
- «Serenata» для струнных, 1957
- «Кводлибет» дивертисмент для камерного оркестра (1958)
- «Sinfonia Piccola», 1960
- камерный концерт для 13 струнных (1970)
- 5 струнных квартетов (1936, 1949, 1969, 1986, 1991)
- струнное трио (1936)
- сонаты для различных инструментов
- «Книга песен Эйхендорфа» для хора и 2 гитар (1966)
- «Символ» для мужского хора и духового квинтета (на стихи Иоганна Гёте, 1967)

## Награды
- 1954 — Большая премия земли Северный Рейн-Вестфалия
- 1967 — Премия Баварской академии изящных искусств
- 1992 — Золотая памятная монета города Мюнхена[3]